# Härbärge

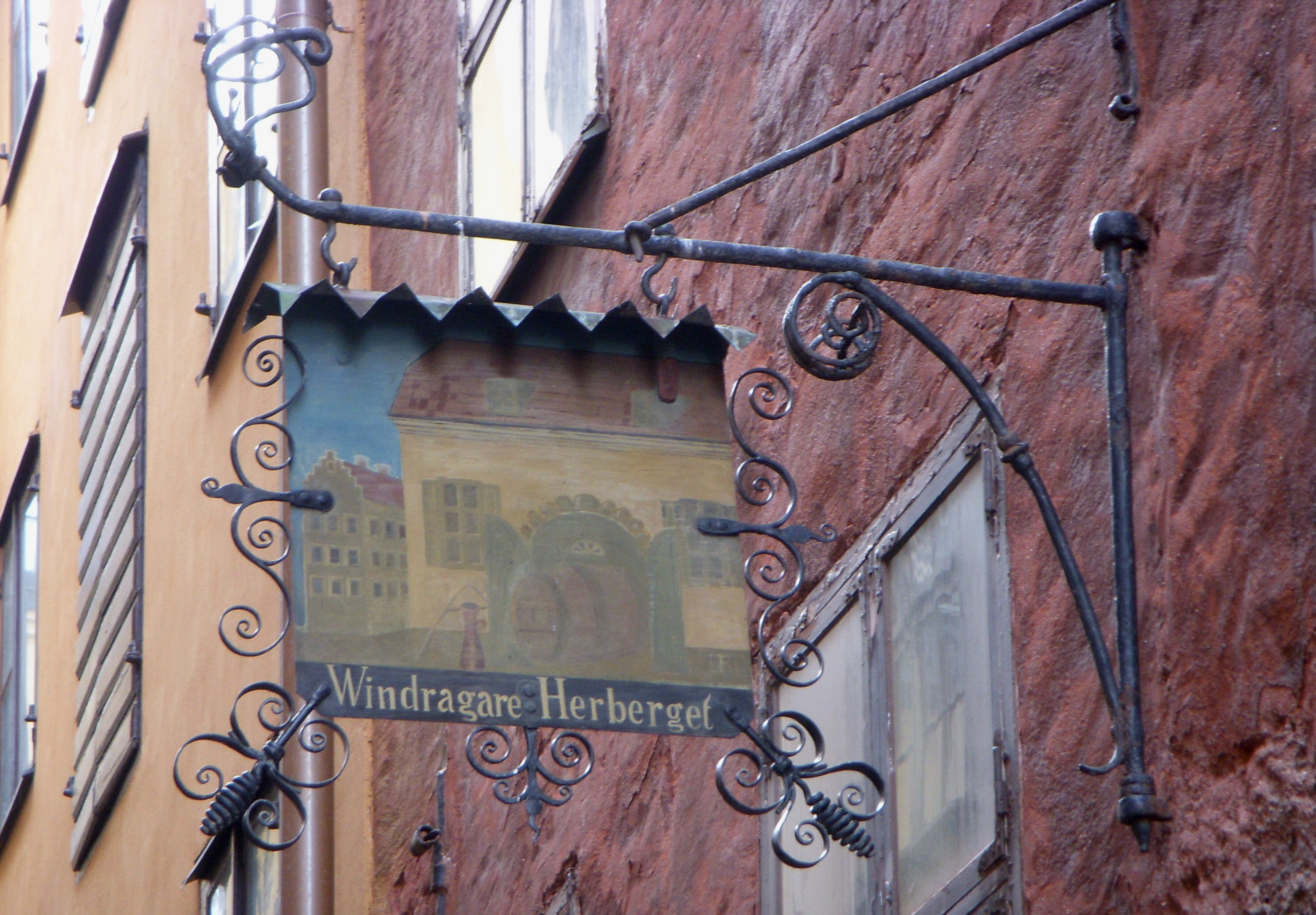
Tidigare Vindragarlagets härbärge i Vindragarlagets hus, Gamla stan.

Härbärge är en tillfällig övernattningslokal för bostadslösa som idag drivs av antingen kommunen, landstinget, privata företag eller av olika humanitära hjälporganisationer. Kostnaden är oftast låg och betalas med socialbidraget antingen av den övernattande själv eller av dennes förvaltare eller gode man. Övernattningen sker för det mesta i sovsalar. Ibland finns även gratis eller billig frukost och lunch att tillgå.